# کمال اسفرم
سید کمال اسفرم معروف به شوانه سیدقادری (زادهٔ ۱۳۶۰) کارگر و فعال سیاسی کرد بود که در ۱۸ تیر ماه ۱۳۸۴ در مهاباد در پی تعقیب و گریز نیروهای انتظامی ایران، بر اثر اصابت گلوله کشته شد.
کشته شدن او و انتشار تصاویری از جسد او، باعث شد تا اعتراضاتی در راستای محکومیت شکنجه او شکل بگیرد. این اعتراضات به یکی از بزرگترین اعتراضات قومی و قبیله‌ای ایران منجر شد.

## زندگی‌نامه
سید کمال اسفرم معروف به شوانه سیدقادری در سال ۱۳۶۰ در یک خانواده سنی در مهاباد به دنیا آمد. او کارگر و فعال سیاسی کرد بود. به گفته خانواده‌اش، او در مدیریت اعتراضات برای تحریم انتخابات نقش جدی ایفا می‌کرد. او مجرد بود.
اسفرم در تعقیب نیروهای انتظامی شهر مهاباد بود. عناوین اتهامی او از سوی پلیس، زورگیری، قتل، تجاوز به عنف، ایجاد اغتشاش و باجگیری عنوان شده بود اما خانواده‌اش تنها جرم او را مبارزات سیاسی می‌دانستند. بعداً رئیس دادگستری مهاباد او را به عضویت در گروهک‌های تروریستی متهم کرد. استاندار آذربایجان‌غربی در گفتگو با ایسنا گفت که شوانه از خدمت سربازی متواری شده بوده و به همین دلیل از سال ۱۳۸۱ تحت تعقیب سازمان قضایی نیروی‌های مسلح قرار داشته است.

### بازداشت در ۱۳۸۴
در ساعت ۷:۳۰ بعدازظهر روز ۱۸ تیر ماه ۱۳۸۴ توسط نیروهای انتظامی بازداشت شد. او در هنگام بازداشت از ناحیه ران و پهلو مورد اصابت گلوله قرار گرفته بود و به صورت زخمی، بازداشت شد. تا روز ۲۱ تیرماه (به گفته خانواده‌اش) که جسد اسفرم به خانواده او تحویل داده شد، هیچ اطلاعاتی از وضعیت او به خانواده‌اش اعلام نشده بود. همچنین جسد مورد تحقیقات پزشکی قانونی قرار گرفته بود. در گزارش کارشناسی دادگستری نیز دلیل درگذشت کمال اسفرم، اصابت گلوله به قفسه سینه اعلام شده بود.

### تشیع و دفن
هرچند خانواده او مدعی هستند که جسد در روز ۲۱ تیرماه به آنها تحویل داده شده است، اما برخی رسانه‌ها زمان تحویل جسد را ۱۹ تیر ماه اعلام کرده‌اند. اطلاعیه پلیس نیز تأیید می‌کند که جسد در ۱۹ تیرماه تحویل داده شده است. پس از ان در روز سه‌شنبه ۲۲ تیرماه تشیع و دفن می‌شود. مراسم تشیع و تدفین او با مراسم شانزدهمین سال ترور قاسملو مصادف شده بود.

## واکنش‌ها به کشته‌شدن

### انتشار اخبار و تصاویر
دو روز پس از مرگش؛ سی‌دی‌هایی حاوی عکس‌هایی که از بدن ضرب و شتم‌شده و شیوهٔ کشتن شوانه بود در بین مردم منتشر شد. این عکس‌ها به غیر از آثار کالبدشکافی، تورم و کبودی شدید صورت و ناحیه تناسلی و جراحاتی روی پشت شوانه را نشان می‌داد. بسیاری از مخالفان جمهوری اسلامی، این آثار و جراحات را ناشی از شکنجه او در بازجویی و بازداشت می‌دانستند. این فیلم و تصاویر که از لحظه شستشوی جسد او فیلم‌برداری شده بود، بعداً توسط روزنامه جمهوری اسلامی به تقلبی بودن متهم شد.

### درگیری‌های مسلحانه
پس از آنکه هر دو حزب موجود در کردستان، اسفرم را یکی از اعضای گروهک خود اعلام کردند؛ و همزمانی آن با انتشار عکس‌ها و خبر، اعتراضات مردم مهاباد شکل گرفت و در نتیجه باعث درگیری مردم و نیروی انتظامی در مهاباد و چند شهر دیگر کردنشین شد. دامنهٔ اعتراضات به سایر شهرهای کردنشین هم‌چون بانه، سقز و سردشت کشیده شد. در جریان این اعتراضات، تعداد زیادی از معترضین دستگیر شدند و برخی منابع از کشته شدن ۱۹ نفر از معترضان خبر داد. برخی گزارش‌ها از کشته‌شدن دست‌کم ۴ نفر بر اثر تیراندازی نیروهای انتظامی و ضدشورش در اشنویه خبر داد.
در این میان، در مناطق مرزی، درگیری‌های مسلحانه سختی صورت گرفت که به کشته شدن نزدیک به ۱۲۰ نیروی انتظامی ایران انجامید. یک مأمور انتظامی نیز در شهر مهاباد با ضربات چاقو جان باخت. بی‌بی‌سی از کشته‌شدن دست‌کم یک درجه‌دار نیروی انتظامی خبر داده است.

### اطلاعیه‌های رسمی
سایت اطلاع‌رسانی پلیس در گزارشی، اعلام کرد که اسفرم، در حال خوردن مشروبات الکلی، مورد تعقیب پلیس قرار گرفته و او با قمه به پلیس حمله کرده است. در همین حال، مورد اصابت گلوله قرار گرفته و سریعاً به مراکز درمانی منتقل شده است اما به خاطر خونریزی، جان می‌دهد. به گزارش این اطلاعیه، جسد سریعاً به پزشکی قانونی منتقل و در فردای آن روز در ۱۹ تیر، جسد به خانواده او تحویل داده می‌شود.
در ۲۶ مرداد ۱۳۸۴ فیروز محمدی، سرپرست پزشکی قانونی استان آذربایجان غربی پس از رد احتمال شکنجهٔ اسفرم، جراحات موجود در جسد را ناشی از خودزنی وی دانست. خبرگزاری شریف نیوز، رسانهٔ هوادار دولت، علائم روی جسد را کبودی نعشی عنوان کرده است. سرهنگ بهمنش هم چنین عکس‌های منتشر شده از جسد متوفی در سایت‌های مختلف را مربوط به بعد از کالبدشکافی و آثار به جا مانده بر آن را ناشی از عمل کالبد شکافی و گذر زمان دانسته و انتشار دهندگان آن‌ها را معاند خواند. هم چنین امیر گراوند، فرماندهٔ انتظامی استان آذربایجان غربی مدعی شد که گروه‌های مسلح جسد را در شبی که نزد خانواده بوده از خانهٔ او برده و از آن عکس برداری کرده‌اند. بعد در عکس‌ها تغییراتی داده و آن‌ها را برای برخی وبسایت‌های فرستاده‌اند.

### اعزام هیئت تحقیقی
پس از نا آرامی در کردستان، هیئت تحقیقی از تهران به مهاباد برای بررسی مرگ شوانه قادر اعزام شد. به گفته فرماندار آذربایجان غربی هیئت شش نفره که متشکل از نمایندگانی از وزارت کشور، نیروی انتظامی جمهوری اسلامی ایران (ناجا) و سازمان قضایی نیروهای مسلح بود در مهاباد با پدر شوانه و معتمدین محل صحبت کرده‌اند.

### برگزاری دادگاه
پس از آنکه دادگاهی در رسیدگی به پرونده قتل اسفرم برگزار شد؛ یکی از مأموران نیروی انتظامی با اتهام به‌کارگیری غیرقانونی اسلحه و مهمات، تحت پیگرد قضایی قرار گرفت. او در ابتدا بازداشت شد و بعداً با قرار وثیقه آزاد گردید. این دادگاه در نهایت در سال ۱۳۸۷، حکم به تبرئه آن مأمور انتظامی داد.

### واکنش‌های بین‌المللی
سازمان‌های حقوق بشری مانند عفو بین‌الملل و دیده‌بان حقوق بشر نیز گزارش‌هایی در مورد این حادثه داده و از دولت ایران خواستار تحقیق کامل دربارهٔ این جنایات شده‌اند. گزارشگر ویژهٔ سازمان ملل در مورد اعدام‌های فراقضایی، اختصاری و خودسرانه، در نامه ای به دولت ایران از اسفرم و چند تن دیگر نام برده و به گزارش‌هایی اشاره می‌کند مبنی بر اینکه در این اعترضات حدود ۱۹ نفر در شهرهای مهاباد، بانه، سقز و سردشت کشته شده‌اند.